# 刘新生
刘新生（1937年—），中华人民共和国政治人物、外交官。

## 生平
毕业于北京外国语学院英文系和北京大学东语系印尼文专业。1961年，进入中华人民共和国外交部工作。1962年，奉派前往印尼大学进修。1964年，毕业留在驻印度尼西亚大使馆工作。1967年，两国断交，回国工作。1973年起，先后在外交部领事司、外交部信使队、外交部亚洲司、驻印度大使馆、驻菲律宾大使馆任职。1990年，任驻印度尼西亚大使馆参赞。1993年，出任中华人民共和国驻文莱大使。1998年，自驻文莱大使离任退休。